# Красные Орлы (Кемеровская область)
Кра́сные Орлы́ — село в Мариинском районе Кемеровской области. Административный центр Красноорловского сельского поселения.

## География
Центральная часть населённого пункта расположена на высоте 193 м над уровнем моря.

## Население
| 2010 |
| ---- |
| 1391 |

### Половой состав
По данным Всероссийской переписи населения 2010 года, в селе Красные Орлы проживало 1391 человек (616 мужчин, 775 женщин).